# Marie-Laure Delie
Marie-Laure Delie és una davantera de futbol internacional per França, amb la qual ha marcat 63 gols en 104 partits. Ha sigut semifinalista del Mundial i els Jocs Olímpics amb la selecció, i subcampiona de la Lliga de Campions amb el Paris Saint-Germain.

## Trajectòria
| Temporades      | Club                  | Títols   | Selecció (fases finals) |
| --------------- | --------------------- | -------- | --- |
|                 | FC Domont             |          | Eurocopa sub-19 2005 (subcampió)                                                                                              |
| 05/06 - 06/07 0 | CNFE Clairefontaine 0 |          | Mundial sub-20 2006 (quarts) Eurocopa sub-19 2006 (subcampió) Eurocopa sub-19 2007 (semifinals) Mundial sub-20 2008 (4t lloc) |
| 07/08           | Paris Saint-Germain   |          | |
| 08/09 - 12/13 0 | Montpellier HSC 0     | 1 Copa 0 | Mundial 2011 (4t lloc) Jocs Olímpics 2012 (4t lloc) Eurocopa 2013 (quarts)                                                    |
| 13/14 - act.    | Paris Saint-Germain   |          | Mundial 2015 (quarts) |